# Ling Ma
Ling Ma (Sanming, 1983) è una scrittrice statunitense d'origine cinese.

## Biografia
Nata a Sanming e cresciuta nello Utah, in Nebraska e in Kansas, ha compiuto gli studi all'Università di Chicago e ha conseguito un Master of Fine Arts all'Università di Chicago.
Ha iniziato a scrivere un racconto sul lavoro e il capitalismo mentre lavorava come fact checker per Playboy (lavoro svolto dal 2009 al 2012); in seguito ha sviluppato l'idea fino a trasformarla nel romanzo d'esordio Febbre, parte opera distopica apocalittica, parte analisi dell'immigrazione e dell'alienazione nel lavoro moderno.
Nel 2022 ha dato alle stampe la sua prima raccolta di racconti, La donna che scompare confermando la predilezione per i toni surrealistici e fantascientifici e ricevendo numerosi riconoscimenti.
Professoressa presso l'Università di Chicago dal 2017, suoi articoli e racconti sono apparsi in riviste quali Granta, Chicago Reader e Playboy.

## Opere

### Romanzi
- Febbre (Severance, 2018), Torino, Codice, 2019 traduzione di Anna Mioni ISBN 978-88-7578-757-8.

### Raccolte di racconti
- La donna che scompare (Bliss Montage, 2022), Torino, Codice, 2023 traduzione di Anna Mioni ISBN 9791254500743.

## Premi e riconoscimenti

### Vincitrice
Kirkus Prize
- 2018 nella sezione "Narrativa" con Febbre[11]

Premi Whiting
- 2020 nella sezione "Narrativa"[12]

National Book Critics Circle Award
- 2022 nella sezione "Narrativa" con La donna che scompare[13]

Premio The Story
- 2022 con La donna che scompare[14]

Premi Letterari Windham–Campbell
- 2023[15]

### Finalista
Premio Locus per la miglior opera prima
- 2019 con Febbre[16]